# Субпрефектура Каза-Верди

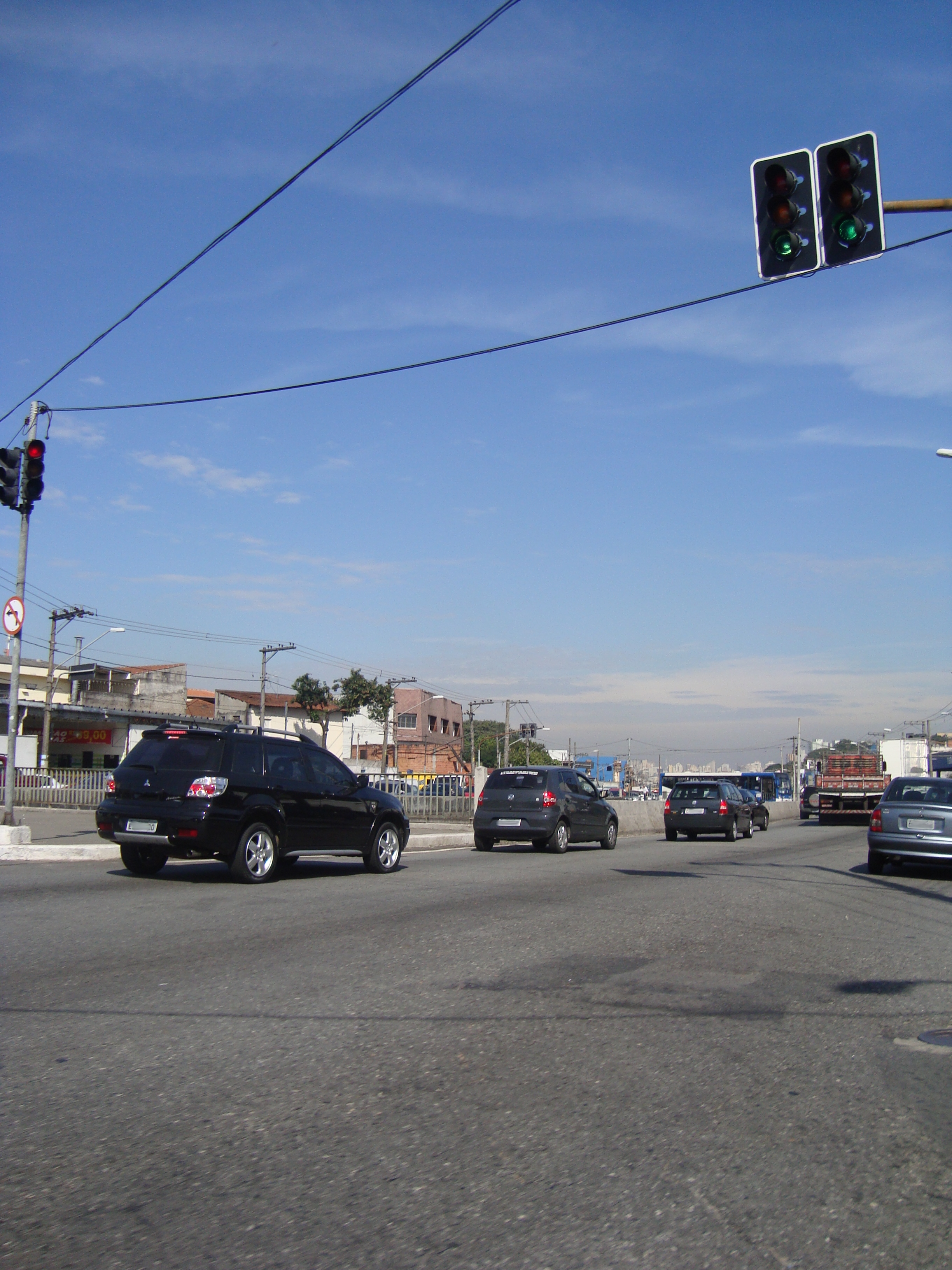

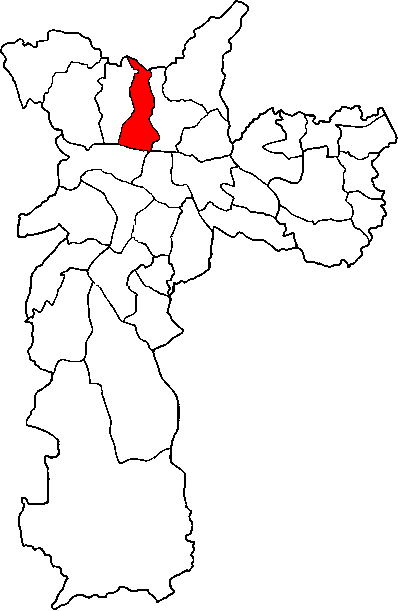
Субпрефектура Каза-Верди на карте Сан-Паулу

Субпрефектура Каза-Верди (порт. Subprefeitura da Casa Verde) — одна из 31 субпрефектур города Сан-Паулу, находится в северной части города. Общая площадь 26.99 км². Численность населения — 313 026 жителей.
В составе субпрефектуры Каза-Верди 3 округа:
- Каза-Верди (Casa Verde)
- Кашоэринья (Cachoeirinha)
- Лиман (Limão)